# Aillières-Beauvoir
Aillières-Beauvoir é uma comuna francesa na região administrativa do País do Loire, no departamento de Sarthe. Estende-se por uma área de 15.06 km². Em 2010 a comuna tinha 214 habitantes (densidade: 14,2 hab./km²).